# Letteratura portoghese
La letteratura portoghese è l'insieme dei testi di carattere letterario scritti in portoghese da autori portoghesi. È strettamente legata alla letteratura brasiliana e ai sistemi letterari degli altri paesi di lingua portoghese, con i quali condivide il codice espressivo, cioè la lingua portoghese che, nella sua espansione nei diversi continenti, ha dato luogo all'insieme dei vari sistemi letterari in questione. È anche intimamente legata alla letteratura galega, con la quale condivide de facto la sua prima fase storica, quella delle cantigas galegas, risalente a una fase storica in cui la lingua portoghese e quella galega non si erano ancora differenziate.

## Secolo XIII - Gli inizi
La letteratura portoghese ha il suo avvio con la stagione della lirica galiziano-portoghese, che si estende dalla fine del secolo XII fino al secolo XIV. In questa fase storica la lingua portoghese e quella galega non sono distinguibili e sia trovatori provenienti dalla Galizia, sia quelli provenienti dal nord dell'attuale Portogallo partecipano alla costruzione del corpus letterario delle cantigas galego-portoghesi.
La fioritura poetica delle cantigas è da ricondurre allo sbocciare delle letterature in volgare romanzo ed è senza dubbio influenzata dalla di poco precedente stagione poetica provenzale, dalla quale trae ispirazione e nella quale trova il suo punto di partenza ideale. Ma, rispetto alla tradizione provenzale, la poesia galega presenta anche caratteristiche innovatrici, prima fra tutte quella della presenza delle cosiddette Cantigas de amigo. Componimenti lirici di tema amoroso, dove il narratore è la donna che lamenta il suo dolore per l'assenza dell'amato, manifestando i suoi sentimenti con la madre o alle amiche o comunque sia a donne a lei vicine. Generalmente muta nella poesia provenzale e in altre scuole coeve, tra cui la siciliana e la toscana in Italia.
La stagione poetica delle cantigas galego-portoghesi rappresenta la prima produzione letteraria non soltanto nell'area di lingua galega e portoghese, ma in tutta la penisola Iberica. Il galego-portoghese delle cantigas, dunque, è da intendersi come la lingua poetica "ufficiale" anche dell'area castigliana. Notevole in tal senso è che il sovrano Alfonso X di Castiglia figuri nella lista dei migliori trovatori galego-portoghesi, benché non fosse né galego, né portoghese. Il principale dei trovatori galego-portoghesi fu Abril Perez de Lumiares. In un contesto letterario, oltre che teologico, ricordiamo i celebri Sermoni di Antonio di Padova.

## Gil Vicente - Il primo teatro in portoghese
Dopo l'esaurimento della stagione delle cantigas, assistiamo alla separazione linguistico-letteraria tra il Portogallo e la Galizia. Mentre il Portogallo si avvia verso la strada della costruzione di una lingua e di una letteratura nazionale, la Galizia sarà sempre più soggetta alla pressione leonese, poi castigliana, e la produzione letteraria in galego morirà lentamente; si deve attendere infatti il XIX secolo per assistere a una ripresa della produzione letteraria in tale idioma.
In Portogallo, su tutti, è da ricordare, nel periodo immediatamente successivo, l'opera del drammaturgo Gil Vicente, che dà inizio al teatro in lingua portoghese. Notevoli gli autos vicentini: Auto da Barca do Céu, Auto da Barca do Inferno. E sulla sua scia Baltasar Dias.

## L'età dell'oro - Secolo XVI
Il Cinquecento fu l'età dell'oro per la letteratura portoghese, in cui si fusero tradizione medievale e influsso italiano.
Il massimo poeta portoghese di quel tempo è Luís de Camões, autore del poema epico I Lusiadi, scritto nel 1572 (Os Lusíadas, titolo che significa i "discendenti di Luso", ovvero i portoghesi). Protagonista dell'opera è il popolo, cantato nelle sue gesta eroiche di fondazione ed esplorazione di un impero. Il poema si conclude, inaspettatamente, con versi di dubbi e angosce, che paiono preludere alla decadenza del Portogallo, che pochi anni dopo, nel 1580, entrerà in unione di corone con la Spagna di Filippo II, che venne incoronato come Filippo I di Portogallo.
Camões non fu l'unico innovatore della letteratura in Portogallo durante il Cinquecento: tra gli autori di teatro e poesia influenzati dallo stile italiano dobbiamo ricordare Francisco Sá de Miranda, António Ferreira e Fernão Álvares do Oriente, invece tra gli scrittori religiosi si può menzionare Heitor Pinto.

## Secolo XIX
L'Ottocento portoghese è ricco di fermento e di manifestazioni letterarie di vario genere.
Tra gli esponenti del Romanticismo portoghese, ricordiamo Tomás António Gonzaga, João de Deus Ramos e Almeida Garrett, autore di un Romanceiro nel quale raccoglie il materiale poetico popolare, parzialmente adattato, in una ricerca dello "spirito del popolo" lusitano tanto di moda all'epoca in tutt'Europa; e Alexandre Herculano, il cui Eurico, o Presbítero è un inno alla "purezza" dell'Iberia gotica e medievale, considerata come il punto di partenza della nazione portoghese moderna.
Júlio Dinis fu lo scrittore che segnò il passaggio tra il romanticismo ed il realismo. Raul Brandão acquistò fama per il forte realismo delle sue descrizioni.
Secondo molti, il più grande autore portoghese del secolo fu Eça de Queiroz, prolifico romanziere (oltre che diplomatico) che riprende il naturalismo e che ha lasciato titoli di grande importanza, degni di essere inclusi a pieno titolo tra i classici europei del tempo, tra cui ricordiamo il monumentale Os Maias, storia di una famiglia portoghese, il profondissimo O Crime do Padre Amaro, percorso da un'intelligentissima critica al "bigottismo" cattolico portoghese o il gustoso A Ilustre Casa de Ramires, che segue la parabola di un nobilotto di provincia, alle prese con la memoria storica del Portogallo.
Camilo Castelo Branco, invece, forse il più prolifico tra i grandi autori di questo secolo, è ricordato per decine di romanzi profondamente ironici, tra cui Amor de Perdição, A Brasileira de Prazins, Coração, Cabeça e Estômago.
Intimo amico di Eça de Queiroz era Antero de Quental, il quale lo ospitava nel Cenaculo nella Travessa do Guarda-Mor insieme agli altri intellettuali della cosiddetta Generazione del 70 (Geraçao de 70). Di lui scrisse anche la biografia alla sua morte: Um genio que era um santo. Antero era infatti un uomo estremamente idealista che insieme al suo gruppo, che gravitava intorno all'università di Coimbra, organizzò nel 1871 le serate di Conferençias Democraticas do Casino, volte a propugnare gli ideali rivoluzionari repubblicani. Di Antero, che muore suicida, ci rimangono i Sonetos Completos, riuniti dall'amico Oliveira Martins nel 1886, e le giovanili Odes Modernas (1864), intrise di socialismo dottrinario.
Coevo alla Geração de 70, ma non faceva parte del Cenaculo era Cesário Verde, poeta più importante di questa generazione. Le sue poesie che circolano in riviste di Porto e Coimbra sono raccolte alla sua morte in O Livro de Cesário Verde dall'amico Antonio Jose Silva Pinto. La raccolta mostra una poesia realista e prosastica che ricorda Baudelaire, e costituisce un precedente importante per la poesia di Fernando Pessoa. Si veda per esempio O Sentimento dum Occidental di Cesário Verde, una deambulazione per le strade di Lisbona, che richiama da vicino la famosa Ode Maritima di Fernando Pessoa. Alla 'Generazione del 70' appartenne, cronologicamente, su posizione autonoma rispetto ai suoi accreditati corifei, anche il poeta  'maledetto'  e dandy  Gomes Leal, ispirato anch'egli da Baudelaire nel proprio giovanile capolavoro 'Claridades do Sul'(1875): tra le più genuine e passionali espressioni della lirica portoghese nel secondo Ottocento post-romantico.

## Secolo XX
Il secolo XX si apre con una stagione ricca di nuovi fermenti. Sullo sfondo dei grandi mutamenti storici a cavallo dei due secoli (tra cui il neo-colonialismo africano, il contrasto con la Gran Bretagna e il regicidio che avrebbe portato all'instaurazione della repubblica) si intrecciano varie esperienze letterarie.
Teixeira de Pascoaes, poeta, pensatore e filosofo di inizio secolo, è uno dei nomi marcanti dell'epoca. Autore, tra le altre cose, di Arte de Ser Português, pamphlet molto criticato sullo spirito della nazione portoghese, è ricordato anche come autore di testi di una profondissima sensibilità, quali Verbo Escuro o Senhora da Noite e come fondatore e ispiratore del cosiddetto Saudosismo, movimento culturale e di pensiero che si centra sul concetto di Saudade, l'eterna nostalgia del non ancora vissuto che percorrerebbe tutta la storia del Portogallo.
Le grandi correnti letterarie europee e americane, come il Modernismo, il Futurismo e le avanguardie in genere troveranno ripercussione in Portogallo in alcune riviste letterarie che influenzeranno il corso della storia letteraria del Paese per tutto il secolo. Ricordiamo la rivista Presença, A Águia e Orpheu, tra i cui collaboratori possiamo trovare Mário de Sá-Carneiro, Fernando Pessoa e Almada Negreiros.
Poeta fondamentale nella storia della letteratura portoghese è Fernando Pessoa (1888-1935). Nei suoi scritti egli canta il dramma dell'uomo di fronte alla vita, e anche evoca la cultura portoghese, ne celebra la storia e si fa profeta di una rinnovata grandezza della nazione. Pessoa vuole rivitalizzare la poesia portoghese, quindi ne ripercorre le tappe per offrire una sintesi espressiva rivestita di linguaggio e temi moderni. Egli non compose solamente opere scrivendo a proprio nome, in quanto inventò degli eteronimi a cui delegò l'espressione di idee e forme autonome. Questi eteronimi, a cui conferisce una determinata biografia, con personalità e opere proprie, sono principalmente tre, Alberto Caeiro, Ricardo Reis e Álvaro de Campos. Il primo esprime l'umanesimo populista, il secondo il classicismo razionalista e l'ultimo l'avanguardia più moderna e innovativa. In tutti si esprime un canto esistenzialista profondo, caratterizzato dai tratti fondamentali del modernismo (incertezza, frammentazione dell'identità, riflessione sconnessa sulla persona, pessimismo, desiderio di una vita diversa).
Tra gli autori portoghesi del Novecento sono da ricordare Miguel Torga, Sophia de Mello Breyner Andresen, José Cardoso Pires, Jorge de Sena, Vitorino Nemésio, Florbela Espanca e, più recentemente, il premio Nobel José Saramago e il prolifico romanziere António Lobo Antunes.

### La fine del colonialismo
Uno degli eventi più importanti della fine del XX secolo in Portogallo è stato la fine dell'esperienza coloniale, con la piena indipendenza raggiunta dalle colonie africane nel 1975. Questo fatto ha influenzato molto il corso degli eventi nella storia portoghese e ha avuto notevoli ripercussioni letterarie. La prima e forse più evidente è stata quella di vedere la nascita di letterature autonome, ma che fanno uso della lingua portoghese, nelle varie ex-colonie (vedi Letteratura lusofona); nel Portogallo stesso, comunque, molti autori si sono spesi nel tentativo di "digestione" storico-letteraria degli eventi recenti. Ricordiamo, tra gli altri, Jornada de África di Manuel Alegre e As Naus di António Lobo Antunes.